# Incontri internazionali di rugby a 15 di metà anno 1989
A metà anno è tradizione che le selezioni di "rugby a 15", europee in particolare, ma non solo, si rechino fuori dall'Europa o nell'emisfero sud per alcuni test. Si disputano però anche molti incontri tra nazionali dello stesso emisfero Sud.
Evento dell'anno è il tour dei British and Irish Lions che centrano il successo nella serie di test contro i Wallabies

## Confronti tra nazionali europee
| Bucarest 13 maggio 1989 | Romania | 3 – 58 | Inghilterra |  |

| Madrid 14 maggio 1989 | Spagna | 9 – 31 | Inghilterra B |  |

## I Tour "Down Under"
Le Selezioni europee sono ormai avvezze a visitare i paesi dell'emisfero australe e dell'Asia
- -  I British and Irish Lions in Australia: i British and Irish Lions centrano il successo nella serie con l'Australia con due vittorie in 3 partite

| 1º luglio 1989 | Australia | 30 – 12 | Isole Britanniche |  |

| Brisbane 8 luglio 1989 | Australia | 12 – 19 | Isole Britanniche | Ballymore Stadium |

| Sydney 15 luglio 1989 | Australia | 18 – 19 | Isole Britanniche | (Football Stadium) |

- -  Il Canada si reca in tour in Nuova Zelanda dove affronta alcune selezioni provinciali, tra cui Southland:

| Invercargill marzo 1989 | Southland | 25 – 19 | Canada |  |

- -  Scozia in Giappone: una selezione sperimentale viene sorprendentemente battuta dal Giappone

| Tokyo 28 maggio 1989 | Giappone | 28 – 24 | Scozia XV | Chichibu |

- -  Francia in Nuova Zelanda: i "blues" cedono dove cede due volte agli All Blacks per 20-34 e 17-25

| Auckland 1º luglio 1989 | Nuova Zelanda | 34 – 20 | Francia | (Eden Park) |

| Christchurch 17 luglio 1989 | Nuova Zelanda | 25 – 17 | Francia |  |

- -  L'Italia si reca in Argentina per un tour con buoni risultati e una sconfitta di misura con i Pumas

| Buenos Aires 24 giugno 1989 | Argentina | 21 – 16 | Italia |  |

- -  Irlanda in Nordamerica: questo tour serve per sperimentare nuovi giocatori per il futuro. Due successi agevoli con Canada e USA sono il bilancio di questo tour.

| Victoria 2 settembre 1989 | Canada | 21 – 24 | Irlanda XV |  |

| New York 9 settembre 1989 | Stati Uniti | 7 – 32 | Irlanda XV |  |

- -  Spagna in Zimbabwe: due vittorie per gli spagnoli nella ex-Rhodesia

| Bulawayo 8 luglio 1989 | Zimbabwe | 16 – 28 | Spagna |  |

| Harare 15 luglio 1989 | Zimbabwe | 9 – 14 | Spagna |  |

## I confronti tra paesi del sud
- Bledisloe Cup  : Un solo match per aasegnare la coppa che resta alla Nuova Zelanda

| Auckland 5 agosto 1989 | Nuova Zelanda | 24 – 12 | Australia | (Eden Park) |

- Le Figi in Australia, Nuova Zelanda e Samoa : nessun test ufficiale in questo tour contro selezioni. In Samoa si reca la squadra "B".

| 15 luglio 1989 | Figi | 18 – 12 | Tonga |  |

| 22 luglio 1989 | Figi | 7 – 9 | Tonga |  |

- -  L'Argentina in Nuova Zelanda: I Pumas soffrono due pesanti sconfitte con gli All Blacks.

| Dunedin 15 luglio 1989 | Nuova Zelanda | 60 – 9 | Argentina | (Carisbrook) |

| Wellington 29 luglio 1989 | Nuova Zelanda | 49 – 12 | Argentina | (Athletic Ground) |

## Altri Test
| 8 aprile 1989 | Andorra | 7 – 19 | Tunisia |  |

| Kuala Lumpur 1º luglio 1989 | Malaysia | 6 – 34 | Thailandia |  |

| Singapore 1º luglio 1989 | Singapore | 3 – 15 | Thailandia |  |

| Harare 13 agosto 1989 | Zimbabwe | 60 – 9 | Kenya |  |